# Yei Theodora Ozaki
Yei Theodora Ozaki (英 子 セ オ ド ラ 尾崎 Eiko Seodora Ozaki, 1871 - 28 de diciembre de 1932) fue una escritora, docente, folklorista y traductora, reconocida por sus adaptaciones de cuentos de hadas japoneses realizadas a principios del siglo XX. Sus adaptaciones fueron bastante liberales, pero han sido populares, y fueron reimpresas varias veces después de su muerte.
Según "Un bosquejo biográfico" de la Sra. Hugh Fraser, incluido en el material introductorio de Warriors of old Japan, y otras historias, Ozaki provenía de un entorno inusual.  
Hija del barón Saburō Ozaki, uno de los primeros hombres japoneses en estudiar en Occidente, y Bathia Catherine Morrison, hija de William Morrison, uno de sus maestros. Sus padres se separaron después de cinco años de matrimonio, y su madre retuvo la custodia de sus tres hijas hasta que se convirtieron en adolescentes. En ese momento, Yei fue enviada a vivir a Japón con su padre, un tiempo que ella disfrutó. Más tarde rechazó un matrimonio concertado, abandonó la casa de su padre y se convirtió en maestra y secretaria para ganar dinero. A lo largo de los años, viajó constantemente entre Japón y Europa, por cuestiones de trabajo y vivió en lugares tan diversos como Italia o el piso superior de un templo budista. 
Durante varios años, muchas de las cartas que le dirigían fueron entregadas por error al político japonés Yukio Ozaki, con quien únicamente compartía apellido. De igual modo, Ozaki Yei recibió muchas del político. En 1904, a raíz de estos errores se conocieron y acabaron casándose. 

## Obras
- Japanese Fairy Tales (1908), aka The Japanese Fairy Book (1903)[1]
- Warriors of Old Japan, and Other Stories
- Romances of Old Japan
- Buddha's Crystal and Other Fairy Stories

## Obras traducidas al español
- Fábulas y leyendas de Japón - Trad. Juan Jiménez, Quaterni editorial, 2016.
- Cuentos de amor del antiguo Japón  - Taketombo Books, 2016.
- Cuentos japoneses de amor y guerra - Trad. Emilio Jaramillo. Satori ediciones, 2021.
- Cuentos tradicionales de Japón, Otogi-Zōshi - Trad. Emilio Jaramillo. Quaterni editorial, 2023.

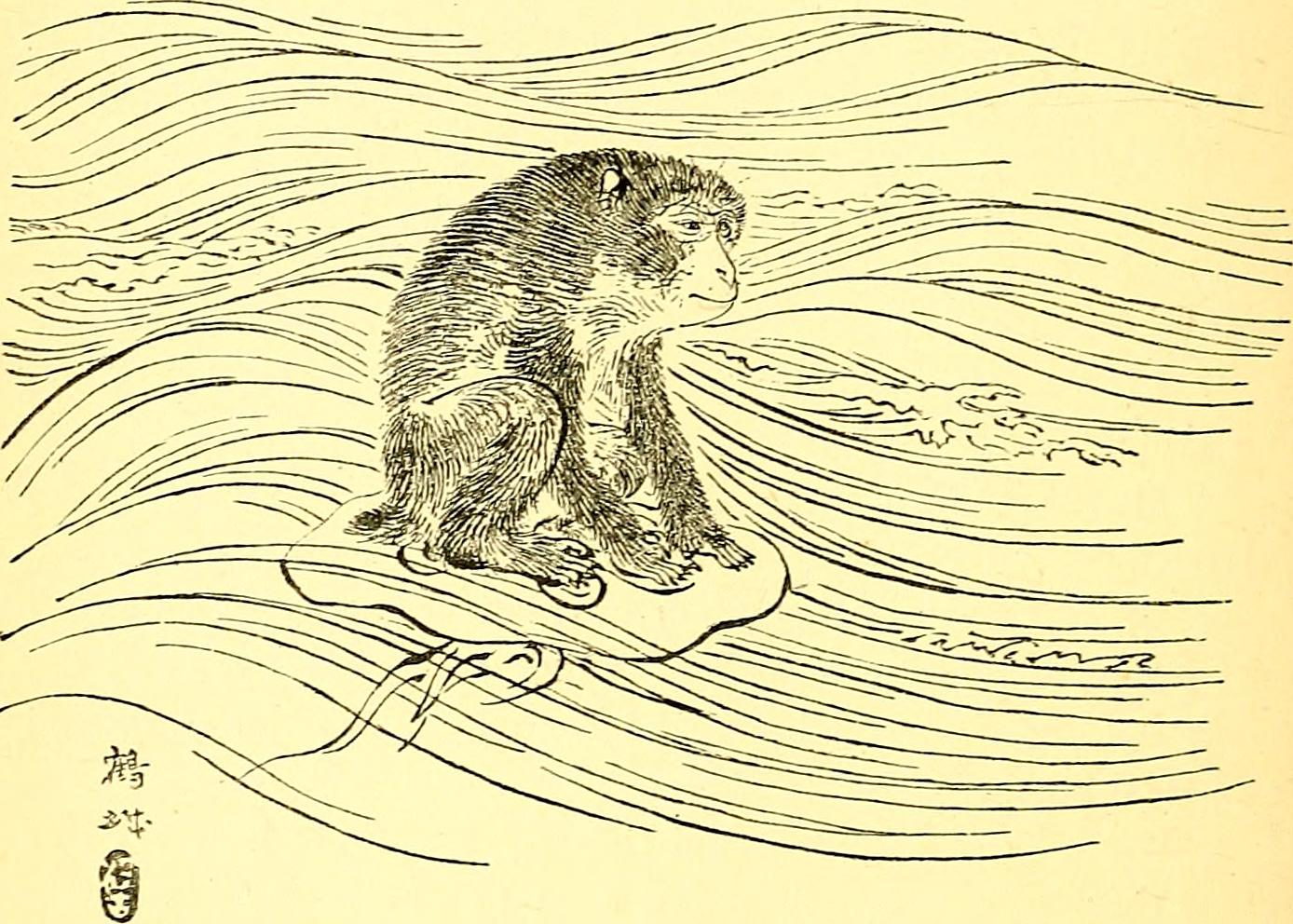
Imagen de The Japanese Fairy Book (1903).